# Max Schobert
Max Johann Markus Schobert, född 25 december 1904 i Würzburg, död 19 november 1948 i Landsberg am Lech, var en tysk SS-Sturmbannführer och dömd krigsförbrytare. 

## Biografi
Schobert, som var låssmed till yrket, tillhörde från 1934 till 1938 vaktmanskapet i koncentrationslägret Dachau och var där bland annat Blockführer. År 1939 ledde han ett arbetskommando i Flossenbürg.

### Buchenwald
Från januari 1940 till 1942 tjänstgjorde Schobert som andre Schutzhaftlagerführer i koncentrationslägret Buchenwald; från 1942 till den 11 april 1945 var han förste Schutzhaftlagerführer. Han var bland annat ansvarig för de avrättningar som verkställdes av Kommando 99.

### Efter andra världskriget
I andra världskrigets slutskede flydde Schobert till Österrike och greps av amerikanska trupper i maj 1945. Tillsammans med Hans Schmidt, Hans Merbach, Albert Friedrich Schwartz, August Bender och Otto Barnewald, vilka också hade varit verksamma i Buchenwald, internerades Schobert i det amerikanska krigsfångelägret i Bad Aibling i södra Bayern.
År 1947 ställdes Schobert och 30 andra misstänkta krigsförbrytare inför rätta vid Buchenwaldrättegången. Han befanns skyldig till att bland annat ha misshandlat och dödat allierade fångar och dömdes till döden genom hängning. Trots ett flertal nådeansökningar avrättades Schobert den 19 november 1948.